# 西蜜·天行者
西蜜·天行者（英語：Shmi Skywalker）是在《星際大戰》系列電影登場的虛構人物，由普妮拉·奧古斯特飾演。為安納金·天行者的母親。

## 角色
西蜜·天行者在出生沒多久後就與父母被掠奪為奴隸，從小就與父母分離。成年後，西蜜以處女之身生下了兒子安納金·天行者。在安納金還是嬰兒時，母子兩人就被賣給赫特人賈霸。後來西蜜與安納金又作為賭注被賈霸輸給了機械二手零售商瓦頭，因而成為瓦頭的奴隸。在安納金9歲之時，來到塔圖因星的絕地武士魁剛·金因認為安納金就是預言中的「天選之人」，設法帶走他，西蜜含泪與兒子道別。
多年後，農場主克里格·拉爾斯愛上了西蜜，於是出錢替她贖身，並與之結婚。一次，西蜜在農場附近採集蘑菇時遭到塔斯肯襲擊者的綁架，拉爾斯與一群農民意圖救回她，卻仍不敵塔斯肯襲擊者，拉爾斯被傷至殘疾。雖然後來安納金闖入了塔斯肯營地找到西蜜，與之重逢，但西蜜仍因傷重而死去了；安納金在悲憤之下屠殺了營地裡所有的塔斯肯襲擊者。西蜜的死亡成為後來安納金走向黑暗面的原因之一。

## 創作
喬治·盧卡斯在《星際大戰首部曲：威脅潛伏》的劇本中創造了西蜜·天行者此一角色。西蜜（Shmi）這個名字來自印度教女神吉祥天女（Lakshmi）。